# Callaeum chiapense
Callaeum chiapense är en tvåhjärtbladig växtart som först beskrevs av Cyrus Longworth Lundell, och fick sitt nu gällande namn av David Mark Johnson. Callaeum chiapense ingår i släktet Callaeum och familjen Malpighiaceae. Inga underarter finns listade i Catalogue of Life.